# 屠肆增三
武仙座106，又名BD+21 3390，HD 168720、SAO 85941、HR 6868，是武仙座的一颗恒星，视星等为4.95，位于銀經49.63，銀緯16.4，其B1900.0坐标为赤經18h 16m 4s，赤緯+21° 16.4′ 8″。